# Stopplaats Kattenburgerbrug
Stopplaats Kattenburgerbrug is een voormalige stopplaats aan de Oosterspoorweg, bij de Mariniersbrug naar het eiland Kattenburg in Amsterdam. De stopplaats was geopend van 1 november 1882 tot 1 mei 1897. Bij de halte werd alleen op verzoek gestopt.
De sluiting van de halte in 1897 had vooral te maken met het toegenomen spoorvervoer op de Oosterspoorweg. Door de nieuwe verbinding van deze spoorlijn met station Amsterdam Weesperpoort en rangeerterrein de Rietlanden én de aansluiting op goederenlijnen in Amsterdam Oost, groeide het aantal treinen op de spoorlijn. De stopplaats Kattenburgerbrug was voor al dit vervoer een flessenhals en kon voor extra vertragingen zorgen, waardoor opheffing van de stopplaats noodzakelijk was. Voor reizigers was er overigens een alternatief in de vorm van de paardentram die in 1892 was geopend.